# 14825 Fieber-Beyer
14825 Fieber-Beyer eller 1985 RQ är en asteroid i huvudbältet som upptäcktes den 14 september 1985 av den amerikanske astronomen Edward L.G. Bowell vid Anderson Mesa Station. Den är uppkallad efter Sherry K. Fieber-Beyer.